# Bruce Campbell
Bruce Lorne Campbell (Royal Oak, 22 giugno 1958) è un attore, produttore cinematografico e scrittore statunitense, celebre per aver interpretato il ruolo di Ash Williams nel franchise cinematografico-televisivo dell'orrore La casa e di essere, insieme a Sam Raimi e a Robert Tapert, il produttore dell'intera saga. È noto al pubblico anche come co-protagonista della serie televisiva Burn Notice - Duro a morire, e per avere scritto un'autobiografia di successo.

## Biografia
Nato e cresciuto a Royal Oak, un sobborgo di Detroit (nel Michigan), in una famiglia d'origini scozzesi ed inglesi, si interessa di spettacolo fin dall'infanzia anche grazie al sostegno del padre, un agente pubblicitario che recita in una compagnia di attori dilettanti. Non ancora quindicenne, esordisce in un teatro locale e al liceo diventa amico del futuro regista Sam Raimi con cui gira diversi cortometraggi in Super 8.
Qualche anno dopo, insieme al coetaneo Robert Tapert, i due si mettono alla ricerca dei finanziamenti per produrre il loro primo vero film: La casa (The Evil Dead) (1981). Inizialmente, per attrarre potenziali investitori, viene girato un cortometraggio-pilota, Within the Woods (1978); l'operazione genera interesse e il film entra in produzione: Raimi scrive e dirige un horror a tinte fosche, citazionista e cinefilo ma con una messa in scena estremamente originale condita da un forte umorismo nero, mentre Campbell si ritaglia su misura il ruolo di Ash Williams, il protagonista della pellicola. La trama è semplice: cinque ragazzi passano il fine settimana in una baita isolata tra i boschi, trovano in cantina un libro maledetto risvegliando incautamente un demone Sumero che si impossessa a turno di ognuno di loro, è l'inizio di una carneficina e solo Ash riuscirà a resistere fino all'alba. Il film, girato con un budget irrisorio (circa 350 000 dollari) tra l'autunno del 1979 e l'inverno del 1980, utilizzando un vero chalet abbandonato in una foresta del Tennessee come location principale, ha avuto una lavorazione difficile soprattutto per gli attori, dati i mezzi limitati, il freddo e le difficoltà logistiche.
Nell'interpretare il ruolo, Campbell ha dovuto affrontare delle prove fisiche massacranti, oltre alla preoccupazione condivisa con Tapert e il regista di finire il film tra problemi economici e avversità di ogni tipo. Dopo una lunga post-produzione, la pellicola, grazie a una recensione favorevole di Stephen King, viene distribuita prima in Inghilterra e dall'aprile del 1983 negli USA, diventando una pietra miliare del genere horror e nel tempo anche un grande successo commerciale. Ash Williams resterà sempre il ruolo più noto nella carriera dell'attore che tornerà a interpretare il personaggio altre tre volte: nei due sequel La casa 2 (1987) e L'armata delle tenebre (1992), e diversi anni dopo nella serie televisiva Ash vs Evil Dead (2015-18), prodotta nell'arco di tre stagioni per il canale Starz.
Film dopo film, grazie alla verve (sempre più comica) di Campbell, il personaggio accrescerà la sua popolarità con schiere di fan in tutto il mondo, ne verrà tratto anche un merchandising (videogiochi, fumetti, modellini), e l'attore diventerà prima un'icona cult e più recentemente una star TV, restando coinvolto come co-produttore in tutti i capitoli del franchise. Intorno alla metà degli anni 1980 dopo l'esperienza fallimentare del secondo film di Sam Raimi, I due criminali più pazzi del mondo, causa problemi e incomprensioni con lo studio committente, Campbell si trasferisce a Los Angeles per dare una svolta alla sua carriera. Nel tempo continua il sodalizio artistico con l'amico regista interpretando i capitoli successivi della saga di Evil Dead, il secondo film, uscito in sala nel 1987 con una trama molto simile all'originale quasi da esserne un remake (Ash è ancora nello chalet ad affrontare i demoni ma questa volta perde la mano destra sostituendola con una motosega), è finanziato e distribuito da Dino De Laurentiis con un budget di 3 500 000 di dollari che permette a Raimi di raggiungere vette altissime tra colpi di scena e invenzioni visive, e a Campbell, cresciuto come attore rispetto al primo episodio, di sviluppare dal punto di vista fisico ed emotivo un livello di comicità slapstick degno di un cartone impazzito alla Hanna e Barbera.
Della trilogia, La casa 2 (Evil Dead II) è il capitolo più riuscito, sicuramente il più amato dalla critica, mentre il terzo film, datato 1992, è quello più ambizioso, e per Campbell un potenziale veicolo per diventare una star. Prodotto da De Laurentiis e dalla Universal Pictures con un budget di 13 000 000 di dollari, L'armata delle tenebre (Army of Darkness) vira la trama nel genere fantasy per raggiungere un pubblico più generalista: Ash dopo un viaggio nel tempo si ritrova in un Medioevo da tregenda a combattere un esercito di scheletri capitanati dal suo “doppio malvagio”. Raimi firma un film demenziale e d'avventura più che un vero horror, un gioiello cinefilo (dagli scheletri di Ray Harryhausen, fino a Mad Max e a Indiana Jones), molto lontano dall'estetica di una grande produzione hollywoodiano degli anni novanta e tutto al servizio del suo protagonista che dà il meglio di sé come attore, mimica e presenza scenica, interpretando addirittura due ruoli: Ash e il suo clone malvagio “Evil” Ash. Apprezzato dai critici, non ha però lo stesso successo di pubblico dei due capitoli precedenti: colpa dei vari cambiamenti (titolo, trama e genere discostandosi fin troppo dai primi film), dei costi molto elevati (Campbell, Raimi e Robert Tapert sacrificano 1 000 000 di dollari in tre dai rispettivi salari per aumentarne il budget), di un contenzioso tra De Laurentiis e la Universal che ne posticipa la distribuzione (pronto nell'estate del 1992 uscirà nelle sale solo nel febbraio del 1993) e manomissioni varie da parte di produttori e distributori (ne viene rigirato il finale perché considerato troppo cupo ed esistono addirittura quattro versioni del film).
La pellicola, alla sua uscita riesce a malapena a recuperare i costi con gli incassi delle sale cinematografiche fermando Campbell nella sua scalata a status di star e ridimensionando le ambizioni del suo regista, ma nel tempo grazie all'home video, ai cospicui passaggi televisivi e alle ri-distribuzioni delle varie versioni diventa un cult tanto quanto i capitoli precedenti.
L'attore, in ruoli minori, continuerà a recitare in quasi tutti i film di Raimi compresa la trilogia di Spider-Man e verrà scritturato in pellicole di registi del calibro di John Carpenter, Joel ed Ethan Coen, Frank Darabont, Don Coscarelli, John Lasseter e Peyton Reed. Nell'arco della sua carriera interpreta diversi B-Movies da protagonista, alcuni considerati dei cult come: Maniac Cop (1988) di William Lustig, che genera un altro franchise, Bubba Ho-Tep (2002) di Don Coscarelli, un horror molto amato dalla critica che è anche una riflessione sulla vecchiaia, tratto da un bellissimo romanzo breve di Joe R. Lansdale, dove nel ruolo di un invecchiato Elvis Presley l'attore offre la sua migliore interpretazione di sempre, e My Name Is Bruce (2007), il suo secondo film da regista, in cui interpreta una versione negativa di sé stesso, intento ad aiutare un gruppo di fan contro un demone di origine cinese.
Dopo L'armata delle tenebre, Campbell intraprende una solida attività televisiva come protagonista di due serie: Le avventure di Brisco County, Jr. (1993-94), prodotta dalla Fox senza badare a spese e con un grande lancio pubblicitario ma che purtroppo si rivela un fiasco venendo interrotta dopo una sola stagione, e Jack of All Trades (2000), girata in Nuova Zelanda e prodotta da Sam Raimi e Robert Tapert. Nello stesso periodo recita un ruolo ricorrente (Autolico, il re dei ladri) nelle due fortunate serie gemelle di genere fantasy sempre prodotte da Raimi e Tapert, Hercules e Xena - Principessa guerriera (1995–99), delle quali firma anche la regia di alcuni episodi, inoltre interpreta diversi telefilm da protagonista: Tornado! (1996) (per Fox), Vite bruciate (1997) (NBC), e sotto contratto con la Disney, Il ritorno del maggiolino tutto matto (1997) e Corsa all'oro (1998). Sono anche gli anni in cui appare come interprete fisso nella quarta stagione di Ellen (1996-97) e come “special guest” in altre serie televisive di successo (Lois & Clark - Le nuove avventure di Superman, Homicide: Life on the Street, X-Files). All'inizio degli anni 2000 si trasferisce definitivamente in Oregon con la seconda moglie, la costumista Ida Gearon, ma l'allontanamento da Hollywood non ne rallenta minimamente la carriera: oltre al film Bubba Ho-Tep è co-protagonista in Tutta colpa di Sara, di Reginald Hudlin, e interprete principale del telefilm Terminal Invasion, diretto da Sean S. Cunningham.
Tra il 2003 e il 2006 recita nell'horror Il mistero del bosco, di Lucky McKee, fa parte del cast di Sky High - Scuola di superpoteri, con Kurt Russell, e interpreta due produzioni cable della Sci-Fi Channel girate in Bulgaria: il film TV Alien Apocalypse, firmato dall'amico d'infanzia Josh Becker, e Man with the Screaming Brain, un B-Movie dalla lunga gestazione produttiva che rilegge in chiave comica la storia di Frankenstein e che segna il suo esordio come regista nel lungometraggio. Nello stesso periodo esordisce come scrittore firmando due best seller, l'autobiografia If Chins Could Kill: Confessions of a B Movie Actor (2001) e il romanzo Make Love! The Bruce Campbell Way (2005), e incrementa la sua attività di doppiatore prestando la voce ad alcuni personaggi principali in film d'animazione importanti come Ant Bully - Una vita da formica (2006) di John A. Davis, e Piovono polpette (2009), di Phil Lord e Chris Miller ma anche a serie animate, videogiochi e alle versioni audiolette dei suoi libri.
Nel 2007 diventa il testimonial pubblicitario dell'Old Spice cologne e riscuote un grande successo interpretando l'ex Navy Seal e donnaiolo impenitente Sam Axe, il co-protagonista della serie televisiva Burn Notice - Duro a morire (2007-2013). Creata da Matt Nix per il canale USA Network, questa serie di spionaggio ambientata a Miami, diventa uno dei programmi più visti in America sulle reti cable e la popolarità sarà tale da farla durare per sette stagioni e trarne anche un prequel con Campbell protagonista assoluto: il filmTV Burn Notice - La caduta di Sam Axe (2011), diretto da Jeffrey Donovan. Sul finire della serie, Campbell si ricongiunge a Sam Raimi e Robert Tapert per produrre il remake del loro film d'esordio: La Casa (Evil Dead), affidandone la regia al talentuoso esordiente Fede Álvarez e mantenendo la trama dell'originale pressoché invariata con l'eccezione del cambio di sesso del personaggio principale, non più Ash ma Mia, una ragazza con problemi di tossicodipendenza interpretata dalla brava Jane Levy. Distribuito da Sony Pictures nel 2013, il film si rivela il più grande successo del franchise al botteghino, incassando quasi 100 000 000 di dollari a fronte di un budget di soli 17 000 000, ma le critiche saranno discordanti e in generale verrà poco amato dai fan della trilogia classica, nonostante l'indubbio talento visivo di Alvarez e la presenza dello stesso Campbell in un breve cameo (nel ruolo di Ash) alla fine dei titoli di coda.
Il successo commerciale del remake spinge i tre amici a investire nuovamente sulla saga, ma questa volta per accontentare i vecchi ammiratori decidono di dare un seguito alla storia principale interrotta nel 1992, e dopo avere accarezzato l'idea di un nuovo film con Ash Williams, si rendono conto che ormai i tempi sono maturi per rilanciare il personaggio attraverso il mezzo televisivo, sfruttando anche la popolarità di Campbell raggiunta con Burn Notice - Duro a morire. Nel 2015 prende vita la serie televisiva che darà all'attore il più grande successo personale della sua carriera: Ash vs Evil Dead, creata dallo stesso Sam Raimi insieme al fratello Ivan e a Tom Spezialy, prodotta dalla rete Starz, e come il remake del 2013 girata in Nuova Zelanda per questioni di budget ma ambientata in America. La trama racconta di come Ash, ormai un invecchiato e disilluso commesso di supermercato ridottosi a vivere in una roulotte, risvegli di nuovo stupidamente le forze del male con il libro che lo aveva già inguaiato trenta anni prima, tornando a essere, suo malgrado, l'eroe cacciatore di demoni che era un tempo. Campbell in stato di grazia, regala ai suoi fan (e a un nuovo pubblico) risate e divertimento a non finire nonostante le scene gore siano raccapriccianti, ma proprio grazie a questo miscuglio di elementi la serie diventa subito un cult. Nel cast lo affiancano come co-protagonisti i giovani Dana DeLorenzo e Ray Santiago, che interpretano i suoi protégé Kelly e Pablo, e Lucy Lawless, nel ruolo di una strega immortale che nell'arco delle stagioni si alleerà o combatterà contro Ash. Raimi firma anche la regia del bellissimo episodio pilota, con il premio Oscar Bob Murawski al montaggio, nel tempo verranno effettuate altre felici scelte di casting: Mimi Rogers, Lee Majors (nel ruolo del padre di Ash), e alcuni veterani della trilogia come Ellen Sandweiss e Ted Raimi, che torneranno nei loro vecchi (ma anche in nuovi) ruoli.
Il successo è immediato: Starz presenta il progetto come prodotto di punta dell'anno, i tre film de La casa vengono riproposti dal network in una lunga maratona TV, mentre Campbell manda i fan in visibilio durante il tour promozionale, tanto che la serie sarà rinnovata per una seconda stagione addirittura tre giorni prima della messa in onda del pilot. La produzione andrà avanti per più di tre anni e si concluderà nell'aprile 2018 al termine della terza stagione per un calo di ascolti degli ultimi episodi e probabilmente per volontà dello stesso Campbell di non continuare. La sera prima del finale, l'attore ringrazierà pubblicamente i fan, Raimi, Tapert e il canale Starz per l'esperienza più bella di tutta la sua carriera annunciando l'addio definitivo al personaggio.
Nei giorni successivi, con grande amarezza da parte degli ammiratori che si scatenano su internet con suppliche e richieste per continuare la serie o produrre un nuovo film, l'attore dichiarerà alla stampa che per un uomo di 60 anni era ormai troppo duro fisicamente lavorare con i ritmi di produzione serrati che imponeva una serie di quel tipo (continuando a collezionare traumi fisici nelle scene d'azione) e che lavorerà ancora al franchise ma solo come produttore, smentendosi comunque presto, dato che l'anno seguente interpreterà ancora Ash in CGI e come doppiatore, nel celebre videogame Dead by Daylight. Negli anni 10' oltre a Burn Notice e Ash vs Evil Dead, l'attore recita come guest in altre serie di culto (Psych, Fargo, Lodge 49), prende parte a nuovi film (Il grande e potente Oz, The Escort), continua a fare il doppiatore (Cars 2, Rapunzel - La serie), scrive una seconda autobiografia e lavora anche come presentatore, inizialmente in eventi live e streaming, poi in televisione come nuovo volto dello show Ripley: incredibile ma vero! (2019), su Travel Channel.
Dal 2020 al 2021, nonostante i rallentamenti del suo settore per via della pandemia da COVID-19, interpreta l'horror Black Friday!, presta la voce a un personaggio nella serie d'animazione Netflix Gli ultimi ragazzi sulla Terra, ri-distribuisce La casa prima nei Drive-In poi nelle sale statunitensi, e insieme a Raimi e Tapert produce per HBO Max il quinto film del franchise: Evil Dead Rise, una sorta di sequel-reboot della saga (senza la presenza di Ash almeno fisicamente), diretto dal giovane Lee Cronin.

### Gli esordi
Inizia a recitare da adolescente in un paio di rappresentazioni teatrali messe in scena da una compagnia di dilettanti e più assiduamente nei cortometraggi in Super 8 girati con Sam Raimi e altri compagni di scuola. Dai primi anni 1970, il gruppo di amici ne realizza circa una trentina che inizialmente vengono proiettati nelle aule scolastiche o alle feste private e in seguito nelle sale cinema dei campus universitari, i generi sono: thriller, azione e comicità slapstick alla “I tre marmittoni”. Campbell, oltre a recitare in quasi tutte queste produzioni amatoriali si ritaglia anche svariate mansioni dietro la macchina da presa: ne dirige una mezza dozzina, in altri è il produttore o vi lavora come sound designer. Oltre Raimi e Campbell, quasi tutti gli altri membri del gruppo riusciranno a costruirsi un futuro nel cinema: i registi Scott Spiegel e Josh Becker, il produttore John Cameron, gli stessi fratelli di Raimi, Ted (attore) e Ivan (sceneggiatore), fino a Robert Tapert, entrato nella compagnia qualche anno dopo rispetto agli altri e che diventerà produttore. Nel 1977 i ragazzi provano a girare anche un lungometraggio, It's Murder!, diretto da Raimi con un budget di soli 2 000 dollari, interpretato, scritto, e prodotto dallo stesso regista insieme a Scott Spiegel, è una sgangherata commedia-noir slapstick che vede Campbell interpretare un ruolo secondario, occuparsi del suono e dirigere alcune scene di seconda unità. Il film, girato nell'arco di sei mesi durante i fine settimana, viene presentato in anteprima al campus universitario di Tapert e Ivan Raimi, ma a differenza dei corti si rivela un grande insuccesso (anche per colpa della resa del formato Super 8) e non sarà mai distribuito ufficialmente. Questa esperienza negativa serve comunque a motivare una parte del gruppo a riprovarci con più professionalità: l'anno successivo, Campbell (che nel frattempo ha studiato recitazione con Troy Donahue in un campo estivo per aspiranti attori), fonda insieme a Raimi e a Tapert la casa di produzione Renaissance Pictures, con l'obiettivo di realizzare un film vero e di imporsi come interprete. Il trio sceglie di fare un horror, visto gli ottimi risultati commerciali che questo genere riscuote nei circuiti dei Drive-In, Raimi scrive un soggetto che si ispira ad alcuni classici (La notte dei morti viventi, Non aprite quella porta), e per attirare potenziali investitori viene deciso di farne prima un cortometraggio, una sorta di teaser-trailer del film. Con un investimento di 1 600 dollari, in un paio di weekend viene girato Within the Woods (utilizzando come location la casa di campagna dei Tapert), la storia è molto simile a quella che poi si vedrà nel film: un gruppo di ragazzi risveglia involontariamente una forza oscura che si impossessa dei poveri malcapitati. I ruoli principali sono interpretati da Campbell (anche se il personaggio non si chiama ancora Ash ed è caratterizzato in modo diverso) e da Ellen Sandweiss, che in questa prima versione della storia ha decisamente la parte più importante. Il corto viene proiettato in una sala di Detroit prima del cult The Rocky Horror Picture Show, un critico lo recensisce molto positivamente sul giornale locale e grazie a questo i tre amici ottengono da tanti piccoli finanziatori il capitale necessario per cominciare la lavorazione di La casa. Per il suo primo vero film, Raimi scrive una nuova versione della sceneggiatura contravvenendo la regola base del cinema horror: dare al personaggio maschile il ruolo di eroe positivo al posto di quello femminile, e adattandolo alle corde di Campbell nasce Ash Williams, il personaggio iconico che negli anni darà al suo interprete fama internazionale. Ellen Sandweiss viene riconfermata nel cast come co-protagonista, mentre per gli altri personaggi sono scritturati due giovani attori residenti a Detroit, (Hal Delrich e Betsy Baker), e la figlia di uno dei finanziatori, Sarah York (nome d'arte di Theresa Tilly). Nell'autunno del 1979, con circa 90 000 dollari di budget e una troupe composta da meno di dieci persone, iniziano le riprese in un vero chalet isolato nel bosco a Morristown, Tennessee. La scelta di girare in uno Stato del Sud viene effettuata puramente per questioni climatiche ma il calcolo si rivela errato dato che sarà l'inverno più freddo mai registrato in Tennessee dagli inizi del Novecento, questo aspetto, unito alle ristrettezze economiche e a vari problemi di inesperienza produttiva, crea pesanti disagi e ritardi alla produzione, i più colpiti da questa serie di problematiche sono gli attori, soprattutto Campbell e la Sandweiss, che stando in scena più degli altri recitano per lunghi periodi in condizioni estreme, anche per colpa dei trucchi speciali costantemente applicati ai loro corpi e dei traumi fisici derivati dalle scene con cadute, corse e lotte. Quando i soldi finiscono, quasi tutti abbandonano il set (compreso il direttore della fotografia), e nelle ultime tre settimane oltre a Campbell, Raimi e Tapert rimangono a lavorare al film solo due persone: l'assistente tuttofare David Goodman, e Josh Becker, che deve dividersi tra il lavoro di tecnico del suono, di aiuto regista e come sostituto alla fotografia. Le riprese terminano alla fine del gennaio 1980, seguono quasi due anni di post-produzione in cui vengono girate altre scene integrative a Detroit, il budget passa da 90 000 a 350 000 dollari, coperti in parte dallo stesso Campbell che convince il padre a ipotecare la sua casa, mentre Raimi si sposta a New York assumendo una montatrice professionista che ha come assistente un ancora sconosciuto Joel Coen. Il film viene presentato in anteprima a Detroit il 15 ottobre del 1981 con il titolo “Book of the Dead”, generando grande entusiasmo a livello locale, poi viene proposto per la distribuzione ad alcuni studios importanti ma solo l'anziano distributore di B-Movies Irvin Shapiro decide di aiutare i ragazzi vendendo la pellicola all'estero, apportando così alcune modifiche al montaggio, gonfiando il negativo da 16 a 35 mm e cambiando il titolo in The Evil Dead. Nel maggio del 1982, La casa viene proiettato al mercato del festival di Cannes, Stephen King è presente in sala e ne scrive una recensione entusiastica che spinge la società inglese Palace Pictures a comprare il film per il mercato britannico, e dopo averlo fatto partecipare ai festival di Edimburgo, Londra e Glasgow, la compagnia lo distribuisce nel gennaio del 1983 in simultanea al cinema e in videocassetta per tutto il Regno Unito. Gli incassi delle sale sono moderati, in 22 cinema per i primi 17 giorni di programmazione il film realizza un profitto netto di 100 655 sterline, ma i guadagni dal mercato home video (con 50 000 videocassette vendute) superano ogni aspettativa, facendo diventare l'opera prima di Raimi un successo tale che batte nelle classifiche delle vendite anche Shining di Stanley Kubrick. Questo convince la New Line Cinema a distribuire La casa in USA, inizialmente con un paio di programmazioni preview (a New York e Detroit) e facendo partecipare la pellicola al Filmex Festival di Los Angeles, per poi lanciarla ufficialmente nelle sale cinematografiche dal 15 aprile 1983. Dopo la partenza nelle prime due settimane in 54 cinema, il film arriva a essere proiettato in più di 120 schermi incassando circa 2 400 000 dollari, non un grande risultato ma comunque un successo visto gli esigui costi da recuperare su un budget così basso. La critica americana inizialmente si divide e l'interpretazione di Campbell non genera particolare entusiasmo ma successivamente, grazie a una serie di proiezioni notturne per appassionati, il film di Raimi acquisisce la fama di “Midnight Movie” e il suo giovane interprete comincerà a godere di una certa riconoscibilità tra gli amanti del genere. Dall'estate del 1983, La casa sarà distribuito in diversi Paesi stranieri con risultati al box office di gran lunga superiori a quelli delle sale nordamericane: è un successo in Giappone, Italia, Spagna e Francia, la critica estera ne è entusiasta e i finanziatori guadagneranno in pochi anni cinque volte la somma investita. Ma il grande risultato economico si svilupperà nel tempo, grazie al mercato dell'home video e alle varie ri-distribuzioni nelle sale, che faranno riscoprire l'opera prima di Raimi a nuove generazioni di critici e appassionati, rendendolo un cult movie in tutto il mondo che darà vita a tre sequel, un remake, una serie televisiva, quattordici video-game, un musical messo in scena con successo nei paesi anglofoni, diversi documentari o special sulla lavorazione del film e lo sviluppo della saga ma anche un merchandising insolito per un horror (giochi di ruolo, modellini, gadget e fumetti pubblicati anche da case editrici importanti come Dark Horse Comics che generano un universo espanso su Ash e gli eventi del film). Grazie ai riscontri ottenuti, che lanciano Sam Raimi come uno dei giovani registi più promettenti degli anni ottanta, per Campbell, si apre una carriera ultra quarantennale nel mondo dello show business come attore e cineasta.

### Ash Williams
Il ruolo più importante e iconico della lunga carriera di Campbell è ancora oggi quello di Ash Williams (Ashley 'Ash' J. Williams), l'eroe creato da Sam Raimi, protagonista del celebre franchise Evil Dead. Prestante, sarcastico, spaccone, donnaiolo ma anche irresponsabile e codardo, viene sempre identificato dal pubblico con il simpatico attore che dalla fine degli anni settanta a oggi, interpretandolo capitolo dopo capitolo, amplifica doti e difetti del commesso di supermercato del Michigan diventato un cacciatore di demoni armato di fucile e motosega. Se nel primo film il personaggio è giovane, timido e in alcuni momenti chiave anche impacciato, negli episodi successivi grazie al carisma del suo interprete acquisisce sempre più grinta e ironia, tanto da diventare nel contesto horror di questa saga sia un personaggio comico sia un eroe d'azione. Dopo il cortometraggio Within the Woods (anche se in questa prima produzione del 1978 il personaggio non ha ancora un nome), Campbell lo impersonerà nelle varie fasi della vita, dalla giovinezza all'età matura, per quattro volte: in La casa (1981), La casa 2 (1987), L'armata delle tenebre (1992) e nella serie televisiva Ash vs Evil Dead (2015-18), composta da tre stagioni e da una ulteriore stagione di cortometraggi-trailer realizzata per scopi promozionali. Con i primi due film l'attore raggiungerà un certo cult status tra gli appassionati del genere horror, con il terzo cercherà di imporsi nel cinema mainstream aumentando il suo fandom a livello internazionale e diventando universalmente riconoscibile come “attore feticcio di Sam Raimi”, mentre con la serie televisiva arriverà finalmente l'apice della fama e il coronamento di una carriera. Nel lungo intervallo temporale tra il terzo capitolo e la serie si è spesso vociferato del ritorno di Ash in un ipotetico quarto film sempre diretto da Raimi e molto più concretamente nel 2004, di un crossover prodotto dalla New Line Cinema insieme al Freddy Kruger di Nightmare e al Jason Voorhees di Venerdì 13 che avrebbe dovuto intitolarsi “Freddy vs. Jason vs. Ash”, ed essere il sequel di Freddy vs. Jason, il film di Ronny Yu che l'anno precedente aveva riscontrato un grande successo nelle sale, ma il progetto non è mai andato in porto per questioni di diritti tra gli autori dei tre franchise. Campbell è comunque apparso nel ruolo di Ash, in un cameo alla fine dei titoli di coda de La Casa (2013), il remake del film originale diretto da Fede Álvarez che l'attore ha anche prodotto insieme a Sam Raimi. Nel tempo, ha inoltre interpretato il personaggio come doppiatore in svariati video-games: Evil Dead: Hail to the King (2000), Evil Dead: A Fistful of Boomstick (2003), Evil Dead: Regeneration (2005), Army of Darkness: Defense (2011), Dead by Daylight (2019) e Evil Dead: The Game (2021).

### Anni ottanta
Dopo La casa, recita un ruolo secondario nel nuovo film di Sam Raimi, I due criminali più pazzi del mondo (1985), scritto dal regista con Joel ed Ethan Coen. In origine avrebbe dovuto esserne il protagonista ma la società finanziatrice Embassy Pictures gli preferisce l'attore teatrale Reed Birney, Campbell nonostante sia il co-produttore del film, accetta comunque la parte interpretandola egregiamente e alla sua uscita la pellicola si rivela un disastro. Nella seconda metà degli anni ottanta, l'attore gira La casa 2 e si trasferisce a Hollywood recitando in alcuni horror di serie B, è Jack Forrest, il protagonista di Maniac Cop (1988), diretto da William Lustig, che nonostante l'insuccesso nelle sale diventa un hit per il mercato home video, tanto da fare tornare Campbell anche nel sequel Maniac Cop 2 (1990), ma solo come comprimario perché dopo dieci minuti il personaggio viene fatto fuori. Nel 1989 interpreta con efficacia un pronipote di Van Helsing in caccia del Conte Dracula (David Carradine) in Tramonto, un riuscito ibrido tra western e film di vampiri firmato da Anthony Hickox, che però paga lo scotto del fallimento della casa di produzione Vestron Pictures, rimanendo fermo un anno per poi essere distribuito direttamente in videocassetta. In quel periodo l'attore perde anche due grandi occasioni: è la prima scelta per interpretare il personaggio del padre in Cimitero Vivente (1989), tratto dal bestseller di Stephen King, ma in seguito la parte viene data a Dale Midkiff, idem per Darkman (1990), diretto dall'amico Sam Raimi, con la Universal che impone al regista Liam Neeson. Campbell, tuttavia, apparirà in un breve cameo nella scena finale del film proprio nel ruolo di Darkman.

### Anni novanta
Nei primi anni novanta la carriera dell'attore entra in fase di lancio smarcandosi dai B-Movies, inizialmente come protagonista in L'armata delle tenebre (1992), ma il film di Raimi alla sua uscita sarà inferiore alle aspettative, e subito dopo con il ruolo principale della serie televisiva Le avventure di Brisco County, Jr.. Prodotta ad alto budget dalla Warner per il network Fox e creata da Jeffrey Boam (sceneggiatore di Indiana Jones e l'ultima crociata) insieme a Carlton Cuse, la serie è un western con delle commistioni di fantascienza alla Selvaggio West, tutta incentrata sul personaggio di Campbell: il marshall Brisco County, laureato a Harvard e abile pistolero che eredita dal padre, oltre al nome, anche il titolo di difensore della legge. L'attore offre una prova interessante, caratterizzando il personaggio in modo differente rispetto alle interpretazioni precedenti e dichiarando in seguito che Brisco è stato il ruolo migliore della sua carriera. Le aspettative del network sono altissime fin dalle riprese del lungo episodio pilota, la serie viene presentata alla stampa come prodotto di punta della stagione mentre a X-Files, realizzata in contemporanea, viene data pochissima importanza. Si organizza un lancio pubblicitario in grande stile: poster e gigantografie di Campbell sono dappertutto, i trailer e gli spot impazzano sui canali Fox e perfino nelle sale cinematografiche prima dei film in programmazione, Sandy Grushow, a capo del network, dichiara in un'intervista al Sunday Times “...se Bruce Campbell non diventerà una grande star TV...mangerò la mia scrivania!”. Il primo episodio va in onda il 27 agosto 1993 con un rating altissimo e recensioni molto lusinghiere, ma col passare dei mesi il pubblico decresce fino a farne crollare gli ascolti e la serie viene cancellata nel maggio del 1994 al termine di una lunga (27 episodi) e unica stagione. Con queste due occasioni mancate, le possibilità per Campbell di diventare una star si interrompono e la sua carriera subisce un ridimensionamento, accetta ruoli secondari in film importanti ma che non funzionano al botteghino come Mister Hula Hoop (1994), di Joel ed Ethan Coen (scritto dai due fratelli con Sam Raimi), Fuga da Los Angeles (1996), di John Carpenter, La mia flotta privata (1997), di Bryan Spicer, e interpreta ruoli da protagonista in trascurabili film per la televisione, tra cui Tornado! (1996), di Noel Nosseck (sempre per Fox), dove interpreta Jack Thorne, l'eroe di questa vicenda catastrofica scritta da un ancora sconosciuto John Logan, e per la NBC, il dramma tratto da una storia vera Vite bruciate (1997), di Dick Lowry. Di questo periodo, la sua migliore prova è nel film in bianco e nero di produzione low budget, Running Time (1997), nel ruolo di Carl Matushka, il protagonista di questo noir-crime incentrato su una rapina e girato interamente in piano sequenza dall'amico Josh Becker, ma purtroppo la pellicola ha visibilità solo in home video e nei circuiti dei festival indie, mentre il suo ruolo più famoso è quello di Autolico, il re dei ladri, uno dei personaggi più ricorrenti e carismatici della famosa serie televisiva prodotta da Sam Raimi e Robert Tapert, Hercules (1995-99), l'attore apparirà nello stesso ruolo per tre stagioni dell'altrettanto celebre spin-off Xena - Principessa guerriera. Sono anche gli anni di rifiuti e delusioni: fa il provino per Batman Forever ma il ruolo viene dato a Val Kilmer, Barry Sonnenfeld lo vuole per una parte in Men in Black, ma l'attore è già occupato in un altro film, è la prima scelta di John Carpenter come co-protagonista di Vampires, poi viene messo da parte, concorre per interpretare il cattivo nella commedia con Adam Sandler, Un tipo imprevedibile, ma la spunta Christopher McDonald, stessa sorte per il protagonista di The Phantom, che alla fine fu interpretato da Billy Zane (è curioso notare che Kevin Tod Smith, collega di Campbell nelle riprese di Hercules, fu uno dei tre contendenti finali per il ruolo del leggendario supereroe di Lee Falk). Nel 1996 viene messo sotto contratto dalla Disney per una serie televisiva su Dick Tracy, ma il progetto non viene realizzato e l'attore deve accontentarsi di recitare per lo studio come regular nella quarta stagione di Ellen e di girare due film TV da protagonista: Il ritorno del maggiolino tutto matto (1997), di Peyton Reed, nuovo capitolo del franchise di Herbie dove interpreta il neoproprietario del maggiolino Hank Cooper, e Corsa all'oro (1998), scritto dal futuro premio Oscar David Seidler, in cui veste i panni di uno scaltro cercatore d'oro nell'Alaska di fine Ottocento, al fianco di Alyssa Milano.

### Anni duemila
Nonostante il successo della sua autobiografia, il nuovo millennio per Campbell non inizia altrettanto positivamente come attore. È il protagonista della serie televisiva Jack of All Trades, prodotta da Sam Raimi e Robert Tapert per le reti syndication e girata in Nuova Zelanda sulla scia dei successi di Hercules e Xena. Ambientata nelle Indie Orientali in epoca napoleonica, è una sorta di fantasy d'azione dove Campbell (anche co-produttore esecutivo) interpreta Jack Stiles, un agente segreto statunitense inviato nell'arcipelago dal presidente Jefferson per ostacolare i piani espansionistici dell'imperatore francese. Trasmessa dal 22 gennaio 2000 e composta da episodi della durata di 30 minuti (formato che in USA non veniva adoperato per le serie d'azione dagli anni settanta), è un fiasco sia di critica sia di pubblico e dopo meno di un anno viene cancellata. L'attore è anche in lizza per sostituire David Duchovny nell'ottava stagione di X-Files, ma i dirigenti della Fox gli preferiscono Robert Patrick (Campbell aveva già recitato in un episodio della serie nel 1999). L'anno successivo gira come co-protagonista Tutta colpa di Sara (2002), di Reginald Hudlin, una commedia romantica prodotta dalla Paramount sul tema del divorzio, con Matthew Perry ed Elizabeth Hurley, dove veste i panni di Gordon Moore, il marito miliardario e infedele della Hurley, ma il film è un flop al box office anche se nel tempo avrà molta visibilità con l'home video e i numerosi passaggi televisivi. L'attore risolleva la sua carriera con un ruolo cameo in Spider-Man, di Sam Raimi (che si rivela il più grande successo commerciale del 2002), con la ri-distribuzione de La casa (che fa conoscere il personaggio di Ash a una nuova generazione), e soprattutto come protagonista del film Bubba Ho-Tep (2002), di Don Coscarelli, dove offre la sua migliore interpretazione di sempre. Tratto da un breve romanzo dello scrittore di culto Joe R. Lansdale, racconta di come Elvis Presley in realtà non sia morto ma viva sotto falsa identità in un ospizio del Texas, vecchio, solo e dimenticato. Il suo unico amico è un altro degente della struttura, un anziano uomo di colore (splendidamente interpretato da Ossie Davis) affetto da demenza senile e convinto di essere JFK, i due daranno filo da torcere a una mummia che di notte penetra nell'ospizio per nutrirsi delle anime dei pazienti. La messa in scena allucinata che ricorda un film di David Lynch, i dialoghi spassosi, le amare riflessioni sulla vecchiaia e la morte ma soprattutto la grande prova di Campbell (che accetta la parte in cambio di un compenso ridicolo), fanno di questo atipico horror di produzione indipendente un piccolo capolavoro e in assoluto l'opera migliore del regista di Fantasmi. Nell'estate del 2002 Bubba Ho-Tep viene presentato al Toronto International Film Festival e al Cinevegas lasciando i critici senza fiato, David Hunter scriverà sull'Hollywood Reporter: “...Bruce Campbell nell'interpretazione di una vita...”, ne nascerà un caso, che rilancerà l'attore e che porterà il film in più di 30 festival cinematografici sparsi per il mondo collezionando premi e candidature, diventando in breve tempo sia un cult sia un piccolo successo commerciale. Costato meno di 1 000 000 di dollari, viene distribuito nelle sale americane dal 19 settembre 2003 incassandone quasi il doppio in sei mesi di programmazione nonostante il numero limitato di cinema (con sole 32 copie stampate), e l'anno seguente gli introiti del DVD, editato dalla MGM, saranno ancora più remunerativi. L'attore viene subito ingaggiato come protagonista di tre film TV della rete cable Sci-Fi Channel: Terminal Invasion (2002), del veterano Sean S. Cunningham, Alien Apocalypse (2005), di Josh Becker (nel ruolo dell'astronauta Ivan Hood), e Man with the Screaming Brain (2005), una sorta di rilettura comica di Frankenstein che segna il suo esordio come regista nel lungometraggio, e dove interpreta William Cole (uno spocchioso americano recatosi in Bulgaria per affari), con uno stile alla Jerry Lewis, Campbell (anche sceneggiatore e produttore), aveva già provato a mettere in piedi il progetto come film cinematografico, e prima della messa in onda lo presenta ai fan con una serie di proiezioni nelle sale. I tre TV movie si rivelano dei discreti successi per il canale, soprattutto il secondo, che risulta il più visto (oltre a essere quello costato meno) e nello stesso periodo l'attore prende parte a nuovi film: è Joe Fasulo (il padre della protagonista), nell'interessante horror Il mistero del bosco, diretto dal giovane Lucky McKee e ispirato a Suspiria, che purtroppo viene distribuito dalla Sony Pictures solo nel 2006 (direttamente in DVD), come comprimario ha il ruolo del coach Boomer nella pellicola di supereroi prodotta dalla Disney, Sky High - Scuola di superpoteri (2005), di Mike Mitchell, e per l'amico Sam Raimi appare nei blockbuster Spider-Man 2 (2004) e Spider-Man 3 (2007). Lavora anche come doppiatore in alcune pellicole d'animazione (Ant Bully - Una vita da formica, Aqua Teen Hunger Force Colon Movie Film for Theaters, Piovono polpette), e questa volta per il cinema, dirige un secondo film, My Name Is Bruce (2007), non un vero successo ma a critica e pubblico piace molto più del primo, soprattutto perché interpreta sé stesso: dopo essere stato licenziato dal set di un B-Movie, Bruce Campbell viene ingaggiato da un gruppo di fan di una cittadina dell'Oregon per difenderli da un demone cinese, anche se l'attore è convinto che si tratti soltanto di un reality show.

### Burn Notice
Durante la post-produzione di My Name Is Bruce, Campbell viene scritturato per il secondo ruolo più importante della sua carriera: Sam Axe, il co-protagonista della serie televisiva Burn Notice - Duro a morire. Creata da Matt Nix e prodotta da Fox Television per il canale via cavo USA Network, è una serie di spionaggio ambientata e girata a Miami, la trama racconta di Michael Westen (Jeffrey Donovan), un agente CIA che scopre di avere ricevuto una burn notice (notifica di licenziamento). Rifugiatosi nella sua città natale, la spia si ritrova senza un soldo e all'oscuro del motivo per cui è stato "bruciato", lo aiuteranno l'ex fidanzata (nonché ex combattente dell'IRA), Fiona (Gabrielle Anwar), e il suo vecchio amico Sam Axe, ex Navy Seal ed ex agente del servizio segreto militare. Il trio formerà una specie di agenzia investigativa al servizio di privati cittadini e allo stesso tempo Michael cercherà di scoprire chi e perché ha emanato la sua “burn notice”. Il successo della serie è immediato e per sette stagioni sarà uno dei programmi più visti delle reti cable statunitensi, andando in onda dal settembre 2007 al giugno 2013, mentre il personaggio interpretato da Campbell, un disilluso militare in pensione dalla bottiglia facile ridottosi a sopravvivere come informatore dell'FBI (e come gigolò per ricche signore), verrà acclamato dal pubblico tanto quanto il protagonista. Nei quasi sette anni di lavorazione, l'attore è talmente impegnato nelle riprese da trascorrere la maggior parte del suo tempo a Miami, rinunciando ad altri ruoli in produzioni importanti come Drag Me to Hell di Sam Raimi e la serie Supernatural, raggiungendo una popolarità tale che a cavallo tra la quarta e la quinta stagione verrà realizzato un film TV prequel con Sam Axe protagonista assoluto: Burn Notice - La caduta di Sam Axe (2011), sempre scritto da Matt Nix, e diretto dalla star della serie Jeffrey Donovan. Campbell è anche produttore esecutivo del TV movie, che narra di come Sam sia finito in disgrazia ritirandosi a Miami nel 2005 in seguito a una missione in Colombia finita male, mandato in onda il 17 aprile 2011, anche il prequel si rivela un successo totalizzando 3 600 000 spettatori.

### Anni duemiladieci
Nel corso degli anni 2010, le varie stagioni di Burn Notice e di Ash vs Evil Dead assorbono quasi totalmente la vita lavorativa di Campbell, regalando all'attore il periodo più felice della sua carriera e facendolo diventare una star TV. Tra una serie e l'altra, oltre a produrre il remake de La casa, appare in un cameo ne Il grande e potente Oz (2013), diretto dall'amico Sam Raimi, interpreta il padre del protagonista nel film di produzione indipendente The Escort (2015), di Will Slocombe, e trova altri due ruoli interessanti sempre per il piccolo schermo: è il futuro presidente Ronald Reagan, in un episodio nella seconda stagione (ambientata negli anni settanta) della serie antologica Fargo (2015), e interpreta Gary “the captain” Green (con ottime recensioni da parte della critica) nella prima stagione di Lodge 49 (2018), la serie ispirata a Thomas Pynchon della AMC.

### Ruoli cameo

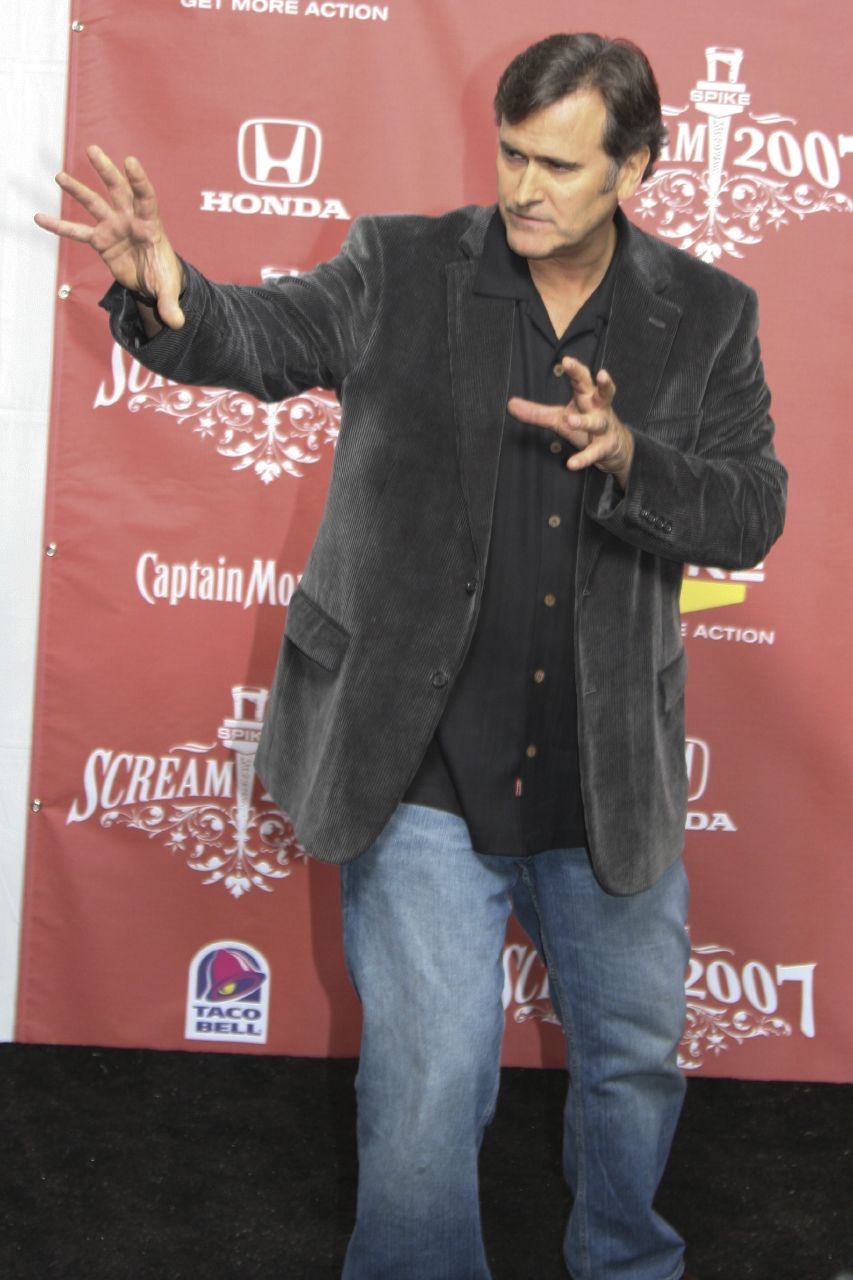
Bruce Campbell alla cerimonia di premiazione degli Scream Awards 2007

Campbell è anche noto per avere interpretato diversi ruoli cameo, soprattutto nei film dell'amico Sam Raimi. È apparso nella trilogia di Spider-Man (2002), recitando un ruolo diverso in ogni capitolo: nel primo è l'annunciatore dell'incontro di wrestling che presenta al pubblico il supereroe inventandogli il nome, nel sequel del 2004 è la maschera del teatro che impedisce a Peter Parker di entrare in sala a causa del suo ritardo, e in Spider-Man 3 (2007), interpreta il maître di un raffinato ristorante francese, a cui Parker affida l'anello di fidanzamento che ha intenzione di offrire con una sorpresa a Mary-Jane. Sempre per il regista, appare brevemente nella scena finale di Darkman (1990), lavora un paio di giorni sul set di Pronti a morire (1995) ma il suo ruolo viene tagliato al montaggio, interpreta il guardiano del cancello ne Il grande e potente Oz (2013), e recita in alcune delle sue produzioni, come un episodio della bella e sottovalutata serie televisiva American Gothic (1995) (nella parte di un poliziotto), e in La Casa (2013), il fortunato remake di Fede Álvarez, dove oltre a essere coinvolto come produttore, Campbell veste ancora una volta i panni di Ash Williams comparendo a sorpresa alla fine dei titoli di coda. Per questo genere di ruoli è anche legato ad altri cineasti: l'amico d'infanzia (e co-sceneggiatore de La casa 2) Scott Spiegel gli fa interpretare un poliziotto nella scena finale del suo film d'esordio Terrore senza volto (1989), e un avvocato in quella iniziale di Dal tramonto all'alba 2 - Texas, sangue e denaro (1999), e i fratelli Coen (con i quali collabora dagli anni ottanta) lo fanno apparire brevemente e senza essere accreditato in Prima ti sposo, poi ti rovino (2003) (è l'attore della soap in TV), e in Ladykillers (2004) (come supervisore della sicurezza animali sul set dello spot pubblicitario), inoltre nel 2015, Campbell reciterà la parte di Ronald Reagan in un episodio della seconda stagione di Fargo, la serie di culto prodotta dai due fratelli e tratta dal loro film omonimo. Nel 1995, si accontenta di apparire nel ruolo del ricercatore Charles Travis in Congo di Frank Marshall, in origine era stato provinato per la parte del protagonista (andata a Dylan Walsh), l'anno successivo Campbell è il chirurgo plastico interessato all'occhio buono di Jena Plissken (Kurt Russell), in Fuga da Los Angeles, diretto da John Carpenter e sequel del fortunato 1997: Fuga da New York, nel 2001 interpreta con grande ironia Roland “l'intrepido esploratore”, l'eroe del film d'avventura cui lavora Jim Carrey in The Majestic, di Frank Darabont, una commedia dolce-amara ambientata nella Hollywood degli anni cinquanta, e nel 2012, prende parte con una pletora di attori famosi a Tar, ispirato alla vita del poeta C.K. Williams e diretto dagli allievi del corso di James Franco alla Tisch School for the Art di New York. Negli anni, l'attore ha inoltre recitato dei “guest role” in svariate serie di successo: Lois & Clark - Le nuove avventure di Superman, dove per tre puntate impersona il cattivo di turno Bill Church Jr., nella pluripremiata Homicide: Life on the Street, apparendo in due episodi diretti rispettivamente da Michael Radford e Peter Medak, nella puntata “Terms of Endearment” della sesta stagione di X-Files, in un episodio datato 2002 della fortunata Streghe, e nel 2014 in uno di Psych e in un altro di The Libriarians (nella parte di Babbo Natale), fino alle tre puntate (più una da doppiatore) della più recente Lodge 49 (2018), ottenendo grande considerazione da parte della critica per il ruolo del truffatore edile Gary Green detto “Il Capitano”. Nel 2022 appare nel film Doctor Strange nel Multiverso della Follia, collaborando nuovamente con Raimi interpretando il ruolo di un venditore di polpette di pizza nel primo universo dove finiscono Stephen Strange e America Chavez.

### Scrittore
Oltre alle attività primarie di attore e produttore, Campbell si è anche cimentato nella scrittura iniziando con un'autobiografia: If Chins Could Kill: Confessions of a B Movie Actor, pubblicata nel giugno 2001 e diventata un best seller nella classifica del New York Times. Senza prendersi mai sul serio, l'autore racconta la sua carriera da “quasi-famoso” tra sconfitte e successi, con uno stile scanzonato e divertente, facendo diventare il testo anche una guida utile per aspiranti self-made man dell'industria cinematografica/televisiva statunitense. Il secondo libro dell'attore, Make Love! The Bruce Campbell Way, è un romanzo pubblicato il 26 maggio 2005, che vede lo stesso Bruce nei panni del personaggio principale, comicamente in lotta per entrare nel giro dei film di serie A. In breve tempo diventa un best seller come il libro precedente e Campbell ne registra anche una versione audiobook, curandone la regia e facendo doppiare le voci degli altri personaggi da un gruppo di attori del Michigan, tra cui Ted Raimi. L'audiolibro, che comprende sei dischi per una durata totale di sei ore, è stato pubblicato attraverso l'etichetta Rykodisc, bissando il successo della versione cartacea. Sempre nel 2005 collabora a scrivere l'episodio “Precious Cargo” della popolare serie a fumetti BMW The Hire, e firma la sceneggiatura del suo primo film da regista Man with the Screaming Brain, curandone anche un adattamento a fumetti per la Dark Horse Comics. L'anno successivo scrive l'introduzione di The Complete Guide to Low Budget, il libro-guida su come realizzare un film a basso costo dell'amico d'infanzia Josh Becker, dopo Sam Raimi il regista a cui Campbell è più legato: nel 1985 i due hanno firmato insieme il soggetto del film La guerra di Stryker, esordio di Becker, che successivamente ha diretto l'attore in Svitati, Running Time, Alien Apocalypse e nel pilot di Jack of All Trades. Nel 2017, con la collaborazione di Craig Sanborn, scrive una nuova autobiografia intitolata Hail to the Chin: Further Confessions of a B-Movie Actor, che racconta in dettaglio la sua vita e la sua carriera da dove si era interrotto il primo libro. Questo “seguito”, incentrato più che altro sull'agognato successo raggiunto negli anni 2010 con le serie televisive e sulla capacità dell'attore di gestirlo, viene pubblicato nel mese di agosto in contemporanea con la versione audiobook, diventando in breve tempo un best seller anche grazie al tour promozionale intrapreso da Campbell tra gli Stati Uniti e l'Europa per la terza stagione di Ash vs Evil Dead. Nel 2020, durante l'emergenza sanitaria, l'attore firma (auto-pubblicandosi) un e-book d'essai dal titolo The Cool Side of My Pillow, una specie di raccolta sulle divertenti memorie legate ai viaggi, al lavoro e al rapporto con gli ammiratori.

## Vita privata
Dal 1983 al 1989 è stato sposato con Christine Deveau, da cui ha avuto due figli, Rebecca e Andy. Attualmente vive in Oregon, a Jacksonville, con la seconda moglie, la costumista Ida Gearon; i due si sono conosciuti sul set del film Mindwarp - Futuro virtuale (1990). È cugino dell'attore Billy Campbell.

## Filmografia

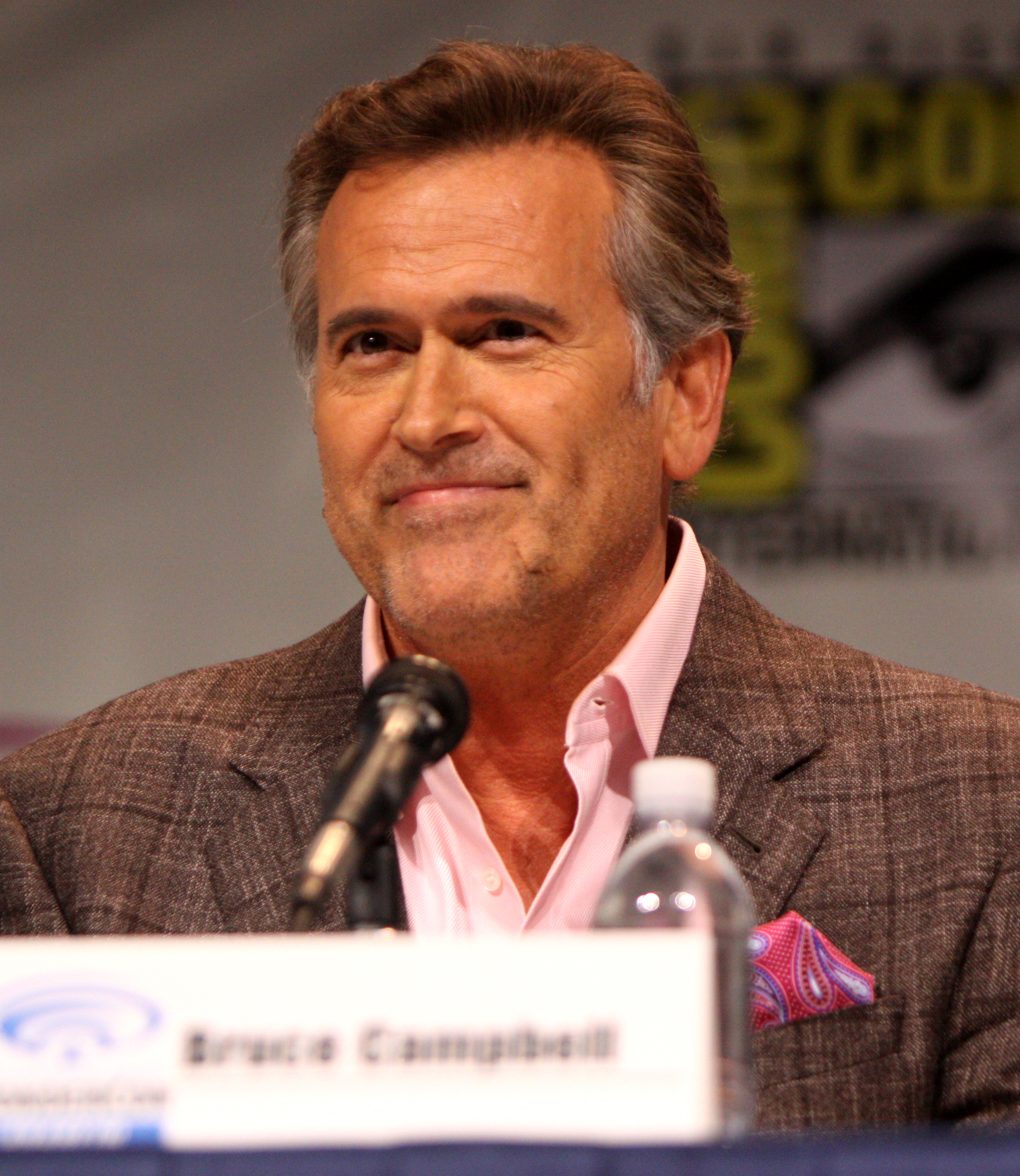
Bruce Campbell all'Anaheim WonderCon nel 2013

### Attore

#### Cinema
- It's Murder!, regia di Sam Raimi (1977)
- La casa (The Evil Dead), regia di Sam Raimi (1981)
- Blood Simple - Sangue facile (Blood Simple), regia di Joel Coen (1984) – controfigura non accreditato
- Going Back, regia di Ron Teachworth (1984)
- I due criminali più pazzi del mondo (Crimewave), regia di Sam Raimi (1985)
- La casa 2 (Evil Dead II), regia di Sam Raimi (1987)
- Poliziotto sadico (Maniac Cop), regia di William Lustig (1988)
- Terrore senza volto (Intruder), regia di Scott Spiegel (1989)
- Moontrap - Destinazione Terra (Moontrap), regia di Robert Dyke (1989)
- Tramonto (Sundown: The Vampire in Retreat), regia di Anthony Hickox (1989)
- Maniac Cop - Il poliziotto maniaco (Maniac Cop 2), regia di William Lustig (1990)
- Darkman, regia di Sam Raimi (1990)
- Mindwarp - Futuro virtuale (Mindwarp), regia di Steve Barnett (1990)
- Svitati (Lunatics: A Love Story), regia di Josh Becker (1991)
- Eddie Presley, regia di Jeff Burr (1992)
- Waxwork 2 - Bentornati al museo delle cere (Waxwork II: Lost in Time), regia di Anthony Hickox (1992)
- L'armata delle tenebre (Army of Darkness), regia di Sam Raimi (1992)
- Mister Hula Hoop (The Hudsucker Proxy), regia di Joel Coen (1994)
- Pronti a morire (The Quick and the Dead), regia di Sam Raimi (1995) – ruolo tagliato al montaggio
- The Demolitionist, regia di Robert Kurtzman (1995) – non accreditato
- Congo, regia di Frank Marshall (1995)
- Fuga da Los Angeles (Escape from L.A.), regia di John Carpenter (1996)
- Menno's Mind, regia di Jon Kroll (1997)
- Running Time, regia di Josh Becker (1997)
- La mia flotta privata (McHale's Navy), regia di Bryan Spicer (1997)
- La Patinoire (La Pista di Pattinaggio) (La Patinoire), regia di Jean-Philippe Toussaint (1998)
- Dal tramonto all'alba 2 - Texas, sangue e denaro (From Dusk till Dawn 2: Texas Blood Money), regia di Scott Spiegel (1999)
- Minaccia nucleare (Icebreaker), regia di David Giancola (1999)
- Timequest, regia di Robert Dyke (2000)
- The Majestic, regia di Frank Darabont (2001)
- Spider-Man, regia di Sam Raimi (2002)
- Tutta colpa di Sara (Serving Sara), regia di Reginald Hudlin (2002)
- Bubba Ho-Tep - Il re è qui (Bubba Ho-Tep), regia di Don Coscarelli (2002)
- Comic Book: The Movie, regia di Mark Hamill (2003)
- Prima ti sposo poi ti rovino (Intolerable Cruelty), regia di Joel Coen (2003) – non accreditato
- Ladykillers (The Ladykillers), regia di Joel ed Ethan Coen (2004) – non accreditato
- Spider-Man 2, regia di Sam Raimi (2004)
- Man with the Screaming Brain, regia di Bruce Campbell (2005)
- Sky High - Scuola di superpoteri (Sky High), regia di Mike Mitchell (2005)
- Fangoria: Blood Drive 2, regia a segmenti dei vincitori del Fangoria contest – documentario (2005) – guest
- Il mistero del bosco (The Woods), regia di Lucky McKee (2006)
- Spider-Man 3, regia di Sam Raimi (2007)
- My Name Is Bruce, regia di Bruce Campbell (2007)
- Tar, regia collettiva degli allievi della Tisch School for the Art supervisionati da James Franco (2012)
- Il grande e potente Oz (Oz: The Great and Powerful), regia di Sam Raimi (2013)
- La Casa (Evil Dead), regia di Fede Álvarez (2013) – cameo
- Doc of the Dead, regia di Alexandre O. Philippe – documentario (2014) – guest
- The Escort, regia di Will Slocombe (2015)
- Highly Functional, regia di Mark Forby (2017)
- To Hell and Back: The Kane Hodder story, regia di Derek Dennis Herbert – documentario (2017) – guest
- Hail to the Deadites, regia di Steve Villeneuve – documentario (2020) – guest
- Black Friday, regia di Casey Tebo (2021)
- Doctor Strange nel Multiverso della Follia (Doctor Strange in the Multiverse of Madness), regia di Sam Raimi (2022)

#### Televisione
- Generations – soap opera, 26 episodi (1982)
- California (Knots Landing) – serie TV, episodio 9x07 (1987)
- The Incredibly Strange Film Show – docuserie TV, episodio 1x06 (1988) – guest
- Le avventure di Brisco County Jr. (The Adventures of Brisco County, Jr.) – serie TV, 27 episodi (1993-1994)
- Fox Halloween Bash – special TV (1993) – presentatore
- Lois & Clark - Le nuove avventure di Superman (Lois & Clark: The New Adventures of Superman) – serie TV, episodi 2x20-2x21-3x01 (1995)
- American Gothic – serie TV, episodio 1x07 (1995)
- Hercules (Hercules: The Legendary Journeys) – serie TV, 12 episodi (1995-1999)
- Tornado!, regia di Noel Nosseck – film TV (1996)
- Homicide (Homicide: Life on the Street) – serie TV, episodi 4x13-4x14 (1996)
- Sfida nello spazio (Assault on Dome 4), regia di Gilbert Po – film TV (1996)
- Xena - Principessa guerriera (Xena: Warrior Princess) – serie TV, 8 episodi (1996-1999)
- Ellen – serie TV, 7 episodi (1996-1997)
- Weird Science – serie TV, episodio 5x01 (1997)
- Vite bruciate (In the Line of Duty: Blaze of Glory), regia di Dick Lowry – film TV (1997)
- Il ritorno del Maggiolino tutto matto (The Love Bug), regia di Peyton Reed – film TV (1997)
- Missing Links – pilot TV (1997)
- Corsa all'oro (Goldrush: A Real Life Alaskan Adventure), regia di John Power – film TV (1998)
- Timecop – serie TV, episodio 1x09 (1998)
- X-Files (The X-Files) – serie TV, episodio 6x07 (1999)
- Jack of All Trades – serie TV, 22 episodi (2000)
- Beggars and Choosers – serie TV, episodi 2x17-2x20 (2001)
- Streghe (Charmed) – serie TV, episodio 4x21 (2002)
- Terminal Invasion, regia di Sean S. Cunningham – film TV (2002)
- Masters of Horror, regia di Mike Mendez e Dave Parker – special TV (2002) – presentatore
- The 100 Scariest Movie Moments – docuserie TV, episodio 1x01 (2004) – guest
- Alien Apocalypse, regia di Josh Becker – film TV (2005)
- In cima al mondo (Touch the Top of the World), regia di Peter Winther – film TV (2006)
- Burn Notice - Duro a morire (Burn Notice) – serie TV, 111 episodi (2007-2013)
- Burn Notice - La caduta di Sam Axe (Burn Notice: The Fall of Sam Axe), regia di Jeffrey Donovan – film TV (2011)
- 1600 Penn – serie TV, episodio 1x06 (2013)
- Psych – serie TV, episodio 8x09 (2014)
- Good Session – pilot TV (2014)
- Mission Control, regia di Don Scardino – pilot TV (2014)
- The Libriarians – serie TV, episodio 1x04 (2014)
- Last Fan Standing – programma TV, 10 episodi (2015) – presentatore
- Fargo – serie TV, episodio 2x05 (2015)
- Ash vs Evil Dead – serie TV, 30 episodi e 11 cortometraggi/special (2015-2018)
- Lodge 49 – serie TV, episodi 1x07-1x08-1x09 (2018)
- Eli Roth's History of Horror – docuserie TV, episodi 1x02-1x04 (2018) – guest
- Ripley: incredibile ma vero! (Ripley's Believe It or Not!) – programma TV, 10 episodi (2019) – presentatore
- Adopted – pilot TV (2021)
- A.P. Bio – serie TV, episodio 4x04 (2021)
- One December Night, regia di Clare Niederpruem – film TV (2021)

#### Cortometraggi
- Oedipus Rex, regia di Josh Becker (1972)
- Son of Hitler, regia di Bruce Campbell (1973)
- D-Day, regia di Bruce Campbell (1973)
- No Dough Boys, regia di Scott Spiegel (1974)
- Manhunt, regia di Bruce Campbell (1974)
- The Great Bogus Monkey Pignuts Swindle, regia di Sam Raimi (1975)
- The James Hoffa Story, regia di Scott Spiegel e Bruce Campbell (1975)
- I'll Never Heil Again, regia di Scott Spiegel e Bruce Campbell (1975)
- Uncivil War Birds, regia di Sam Raimi (1976)
- The James R. Hoffa Story part II, regia di Sam Raimi e Scott Spiegel (1976)
- James Bombed in Here Today... Gun Tomorrow, regia di Scott Spiegel (1976)
- Mystery No Mystery, regia di Sam Raimi e Scott Spiegel (1976)
- Civil War part II, regia di Sam Raimi (1977)
- Picnic, regia di Sam Raimi e Scott Spiegel (1977)
- The Happy Valley Kid, regia di Sam Raimi (1977)
- Shemp Eats the Moon, regia di John Cameron (1978)
- Holding It, regia di Josh Becker (1978)
- William Shakespeare: The Movie, regia di Sam Raimi (1978)
- Within the Woods, regia di Sam Raimi (1978)
- Spring Cleaning, regia di Bruce Campbell (1979)
- Stryker's War, regia di Josh Becker (1980)
- The Blind Waiter, regia di Josh Becker e Scott Spiegel (1980)
- Torro. Torro. Torro!, regia di Josh Becker e Scott Spiegel (1981)
- Cleveland Smith: Bounty Hunter, regia di Josh Becker (1982)
- The Sappy Sap, regia di Sam Raimi (1985) – cameo
- Fanalysis, regia di Bruce Campbell – documentario (2000) – presentatore
- Beyond Inside the Cave: The Making of Cavealien 2, regia di Michael Kallio (2009)

### Doppiatore
- Attack of the Helping Hand, regia di Scott Spiegel – cortometraggio (1979) – non accreditato
- La guerra di Stryker (Thou Shalt Not Kill... Except), regia di Josh Becker (1985) – non accreditato
- The Dead Next Door, regia di J.R. Bookwalter (1988) – non accreditato
- Fargo, regia di Joel Coen (1996) – non accreditato ridoppiaggio soap Generations
- Broken Helix – videogioco (1997)
- Pitfall: Beyond the Jungle (Pitfall 3D: Beyond the Jungle) – videogioco (1998)
- Evil Dead: Hail to the King – videogioco (2000)
- Tachyon: The Fringe – videogioco (2000)
- Hubert's Brain, regia di Phil Robinson e Gordon Clark – cortometraggio (2001)
- La leggenda di Tarzan (The Legend of Tarzan) – serie TV, episodio 1x28 (2001)
- Spider-Man – videogioco (2002)
- Evil Dead: A Fistful of Boomstick – videogioco (2003)
- Duck Dodgers – serie TV, episodio 1x06 (2003)
- Teenage Robot (My Life as a Teenage Robot) – serie TV, episodio 1x11 (2003)
- Megas XLR – serie TV, episodi 1x03-2x02 (2004)
- Spider-Man 2 – videogioco (2004)
- Bench Pressly, regia di John Eng e Zhenia Delioussine – pilot TV (2004)
- Evil Dead: Regeneration – videogioco (2005)
- Robot Chicken – serie TV, episodio 2x05 (2006)
- The Ant Bully (The Shorts), regia di John A. Davis – miniserie TV, episodi 1x04-1x06-1x07 (2006)
- Ant Bully - Una vita da formica (The Ant Bully), regia di John A. Davis (2006)
- The Ant Bully, regia di John A. Davis – videogioco (2006)
- The Replacements - Agenzia sostituzioni (The Replacements) – serie TV, 6 episodi (2006-2009)
- Super Robot Monkey Team Hyperforce Go! – serie TV, episodi 4x11-4x12 (2006)
- Aqua Teen Hunger Force Colon Movie Film for Theaters, regia di Matt Maiellaro e Dave Willis (2007)
- Spider-Man 3 – videogioco (2007)
- El Tigre (El Tigre: The Adventures of Manny Rivera) – serie TV, episodio 1x15 (2007)
- Hellboy: The Science of Evil – videogioco (2008)
- White on Rice, regia di Dave Boyle (2009)
- Piovono polpette (Cloudy with a Chance of Meatballs), regia di Phil Lord e Christopher Miller (2009)
- Army of Darkness: Defense – videogioco (2011) – non accreditato
- Cars 2, regia di Brad Lewis e John Lasseter (2011)
- Cars 2 – videogioco (2011)
- The Amazing Spider-Man – videogioco (2012)
- Tome: Immortal Arena – videogioco (2013)
- Call of Duty: Advanced Warfare – videogioco (2015) – modalità Exo Zombies
- Stay Filthy, Cali, regia di John Fitzpatrick – Web serie (2015)
- Rapunzel - La serie (Tangled: The Series) – serie TV, 7 episodi (2018-2020)
- Dead by Daylight – videogioco (2019) – modalità Ash vs Evil Dead
- Gli ultimi ragazzi sulla Terra (The Last Kids on Earth) – serie TV, 10 episodi (2020)
- Gli ultimi ragazzi sulla Terra: Felice Apocalisse (The Last Kids on Earth: Happy Apocalypse to You), regia di Steve Rolston – cortometraggio (2021)
- 18 1/2, regia di Dan Mirvish (2021)
- Archer – serie TV, episodio 12x08 (2021)
- Evil Dead: The Game – videogioco (2021)

### Produttore
- Shemp Eats the Moon, regia di John Cameron – cortometraggio (1978)
- Holding It, regia di Josh Becker – cortometraggio (1978)
- Within the Woods, regia di Sam Raimi – cortometraggio (1978)
- Stryker's War, regia di Josh Becker – cortometraggio (1980)
- The Blind Waiter, regia di Josh Becker e Scott Spiegel – cortometraggio (1980)
- Torro. Torro. Torro!, regia di Josh Becker e Scott Spiegel – cortometraggio (1981)
- La casa (The Evil Dead), regia di Sam Raimi (1981)
- I due criminali più pazzi del mondo (Crimewave), regia di Sam Raimi (1985)
- La casa 2 (Evil Dead II), regia di Sam Raimi (1987)
- Città selvaggia (Easy Wheels), regia di David O'Malley (1989)
- Svitati (Lunatics: A Love Story), regia di Josh Becker (1991)
- L'armata delle tenebre (Army of Darkness), regia di Sam Raimi (1992)
- Jack of All Trades – serie TV, 22 episodi (2000)
- Fanalysis, regia di Bruce Campbell – documentario/cortometraggio (2000)
- Hatred of a Minute, regia di Michael Kallio (2002)
- A Community Speaks, regia di Bruce Campbell – documentario (2004)
- Man with the Screaming Brain, regia di Bruce Campbell (2005)
- My Name Is Bruce, regia di Bruce Campbell (2007)
- Beyond Inside the Cave: The Making of Cavealien 2, regia di Michael Kallio – cortometraggio (2009)
- Burn Notice - La caduta di Sam Axe (Burn Notice: The Fall of Sam Axe), regia di Jeffrey Donovan – film TV (2011)
- La Casa (Evil Dead), regia di Fede Álvarez (2013)
- Last Fan Standing – programma TV, 10 episodi (2015)
- Ash vs Evil Dead – serie TV, 30 episodi e 11 cortometraggi/special (2015-2018)
- Ripley: incredibile ma vero! (Ripley's Believe It or Not!) – programma TV, 10 episodi (2019)
- Evil Dead: The Game – videogioco (2021)
- Evil Dead Rise, regia di Lee Cronin (2022)

### Regista
- Son of Hitler – cortometraggio (1973)
- D-Day – cortometraggio (1973)
- Manhunt – cortometraggio (1974)
- The James Hoffa Story, co-regia di Scott Spiegel – cortometraggio (1975)
- I'll Never Heil Again, co-regia di Scott Spiegel – cortometraggio (1975)
- Spring Cleaning – cortometraggio (1979)
- Hercules (Hercules: The Legendary Journeys) – serie TV, finale e 6 episodi (1995-1999)
- Xena - Principessa guerriera (Xena: Warrior Princess) – serie TV, episodi 3x08-4x10 (1997-1999)
- Fanalysis – documentario/cortometraggio (2000)
- V.I.P. – serie TV, episodi 3x11-3x13 (2001)
- A Community Speaks, co-regia di Ida Gearon – documentario (2004)
- Man with the Screaming Brain (2005)
- My Name Is Bruce (2007)

### Sceneggiatore
- Stryker's War, regia di Josh Becker – cortometraggio (1980)
- La guerra di Stryker (Thou Shalt Not Kill... Except), regia di Josh Becker (1985)
- The Nutt House, regia di Adam Rifkin (1992) – con lo pseudonimo di R.O.C. Sandstorm
- Man with the Screaming Brain, regia di Bruce Campbell (2005)

## Libri
- If Chins Could Kill: Confessions of a B Movie Actor (ISBN 0-312-24264-6), 2001
- Make Love! The Bruce Campbell Way (ISBN 0-312-31260-1), 2005
- Hail to The Chin: Further Confessions of a B Movie Actor (ISBN 9781785656842), con Craig Sanborn, 2017

## Fumetti
- The Hire: Precious Cargo, con Kilian Plunkett, 2005
- Man with the Screaming Brain, con David Goodman, 2005

## e-book
- The Cool Side of My Pillow (anche editore), 2020

## Audiolibri
- Make Love! The Bruce Campbell Way (anche doppiatore, regista e produttore esecutivo), 2005
- If Chins Could Kill: Confessions of a B Movie Actor (anche doppiatore, produttore ed editore), 2014
- Hail to The Chin: Further Confessions of a B Movie Actor (anche doppiatore, produttore ed editore), con Craig Sanborn, 2017
- The Cool Side of My Pillow (anche doppiatore, produttore ed editore), 2021

## Doppiatori italiani
Nelle versioni in italiano delle opere in cui ha recitato, Bruce Campbell è stato doppiato da:
- Luca Ward in Mister Hula Hoop, Congo, Il ritorno del maggiolino tutto matto
- Sergio Di Stefano in Tutta colpa di Sara, Bubba Ho-Tep - Il re è qui, Burn Notice - Duro a morire (st. 1-3)
- Massimo De Ambrosis in Mindwarp - Futuro virtuale, Spider-Man, Il mistero del bosco
- Michele Gammino in L'armata delle tenebre, Ash vs Evil Dead, The Librarians
- Vittorio Guerrieri in Hercules, Xena - Principessa guerriera, Psych
- Saverio Moriones in Streghe, Burn Notice - Duro a morire (st. 4-7), Burn Notice - La caduta di Sam Axe
- Fabrizio Pucci in Minaccia nucleare, Sky High - Scuola di superpoteri, In cima al mondo
- Saverio Indrio in X-Files, Alien Apocalypse, 1600 Penn
- Marco Mete in Homicide, Fargo
- Luciano Roffi in La casa, Sfida nello spazio
- Angelo Maggi in Poliziotto sadico, Maniac Cop - Il poliziotto maniaco
- Gerolamo Alchieri ne Il grande e potente Oz, Doctor Strange nel Multiverso della Follia
- Fabrizio Temperini in Le avventure di Brisco County Jr. (1ª voce), Tornado!
- Carlo Cosolo in Lois & Clark: le nuove avventure di Superman, Prima ti sposo poi ti rovino
- Gigi Reder in Generations
- Claudio De Angelis ne I due criminali più pazzi del mondo
- Carlo Valli in La casa 2
- Francesco Caruso Cardelli in Tramonto
- Gianni Bersanetti in Waxwork 2 - Bentornati al museo delle cere
- Francesco Prando in Le avventure di Brisco County Jr. (2ª voce)
- Andrea Ward in Fuga da Los Angeles
- Giorgio Locuratolo in Menno's Mind
- Loris Loddi in La mia flotta privata
- Luca Biagini in Vite bruciate
- Gino La Monica in The Majestic
- Paolo Buglioni in Terminal Invasion
- Vladimiro Conti in Spider-Man 2
- Manlio De Angelis in Spider-Man 3
- Mino Caprio in Tar
- Gianni Giuliano in Lodge 49

Da doppiatore è sostituito da:
- Michele Gammino in Evil Dead: Hail to the King
- Neri Marcorè in Ant Bully - Una vita da formica
- Massimo De Ambrosis in Piovono polpette
- Stefano Alessandroni in Cars 2